# 台鐵電力機車
台鐵電力機車為臺灣鐵路公司（原臺灣鐵路管理局，略稱臺鐵或臺鐵局）自1979年西部幹線電氣化後，先後引進E100型、E200型、E300型、E400型、E500型、E1000型等6款電力機車。

## 電力機車簡介

### E100型
為英國GEC設計，南非UCW製造，未裝備馬達交流發電機組（M-A set）無法提供冷氣客車所需之電力，只能牽引普通車和貨物列車。
- 編號E101－E120號，總數20輛。
- 馬力：2750HP，牽引力：18500kgw，UIC軸式：Bo'Bo'，最高時速110km/hr。
- 配屬彰化機務段。
- 目前已全數報廢除役，僅保存E101作為苗栗鐵道博物館展覽用[1][2]。

### E200型
為現在台鐵電化幹線上的主力機車，美國奇異公司打造，車身編號分別為E201至E235號一共35輛，裝設有M-A set，能牽引空調列車。之後台鐵又於1992年增備原裝ATC的E200型5輛（為美國GE公司停產電力機車前的最後一批），編號為E236至E240號。
- 馬力：3758HP，牽引力：20100kgw，UIC軸式：Co'Co'，最高時速110km/hr。
- E201、 E202、E204～E209、E212～E220、E222、E224、E227～E231配屬高雄機務段；E233～E236、E238、E240配屬七堵機務段。
- 現役29輛，E221號及E238號因事故而報廢。
- E203、E210、E211、E223、E225、E226、E232、E237、E239：缺料停用、報廢。
- 配屬高雄機務段的第一批E200型（E201至E235）機車，因駕駛室側窗框架及滑軌因組件老化而磨耗，造成下雨時駕駛室會有滲水問題，多數機車側窗已從原有的雙片開啟式改造成單片開啟式（E233號至E240號未改造）。

### E300型

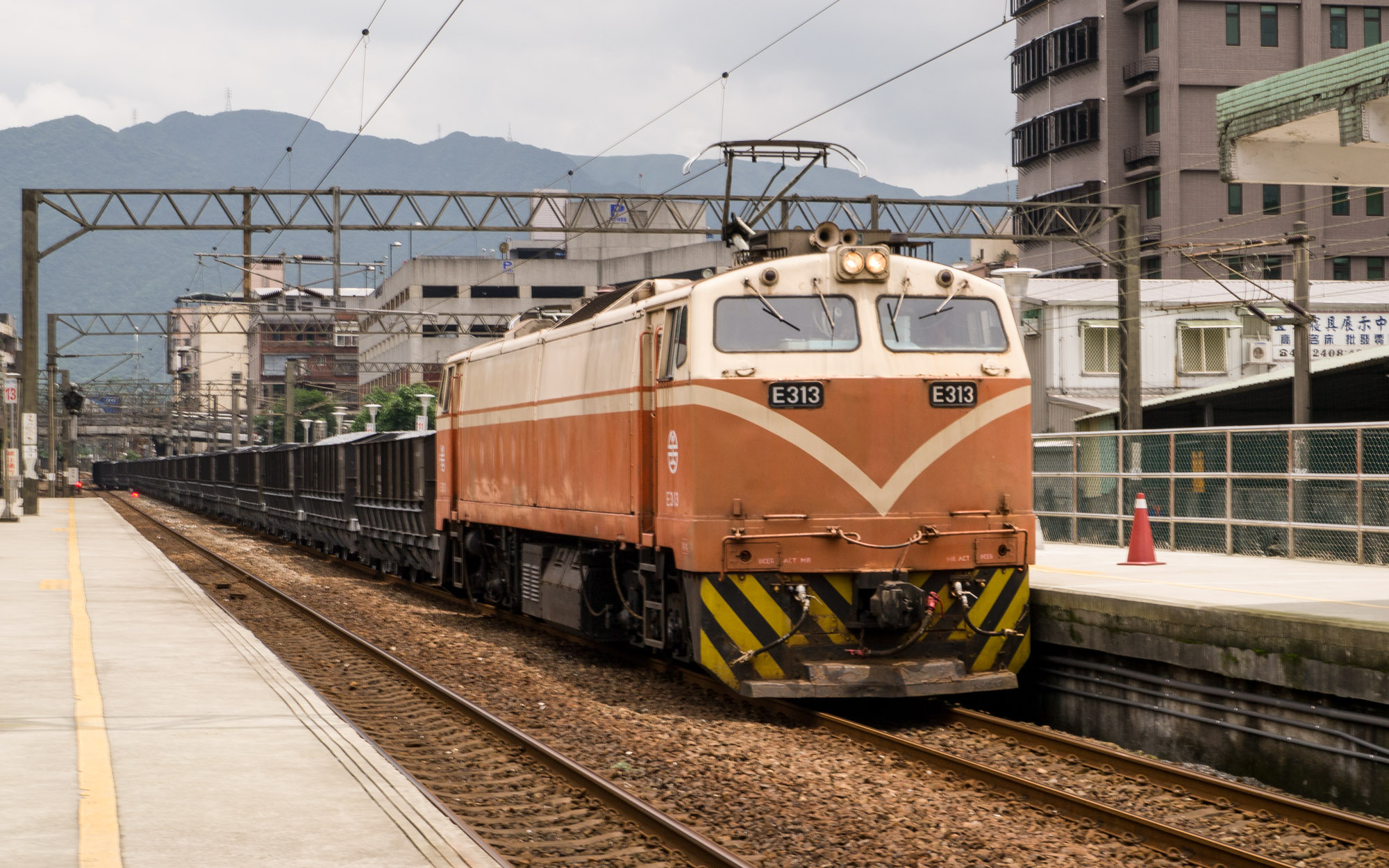
已報廢的E313號電力機車

外觀和E200型幾乎完全一樣，只差別在於E300型沒有裝設M-A set，只能牽引普通車和貨物列車，如要牽引空調列車則須加掛電源車。編號：E301 - E339，共計39輛。目前現役22輛，E306、E308、E309、E310、E313、E314、E319、E320、E321、E324、E325、E327、E330、E332、E335、E336、E338因奇異公司已停產該型車輛（零件）成為零件供應車而報廢除籍。
- E301～E305、E307、E311配屬七堵機務段；E312、E315～E318、E322、E323、E326、E328～E329、E331、 E333～E334、E337、E339配屬彰化機務段。
- E308報廢除籍後，作為苗栗鐵道博物館展覽用
- 1990年，E301和E302號改造裝設MA-set後，可牽引空調列車。
- 馬力：3758HP，牽引力：20100kgw，UIC軸式：Co'Co'，最高時速110km/hr。
- 配屬七堵機務段、彰化機務段。

### E400型
1980年至1982年間引進，美國奇異公司製造。和E200、E300型外型相同。這批車原廠出廠由於齒輪組經過修改，最高時速提升至130km/h，但牽引力亦變小。不過後期部分車輛因簡化電力機車零件及增加應用範圍，該型車已經改為使用與E200/E300型相同的齒輪組，使得性能變得與E200/300沒有差別。和E200型一樣裝有M-A set可以牽引空調列車，編號E401－E418，共計18輛，現役13輛，E413因事故報廢，E402、E408、E412、E417因缺料停用
- （原廠齒輪組）馬力：3758HP，牽引力：16800kgw，UIC軸式：Co'Co'，最高時速130km/hr。（改造後牽引力：20100kgw，最高時速110km/hr。）
- 配屬於七堵機務段。

### E500型
- 製造商：日本東芝[3]
- 電機系統：東芝
- 出廠年：2023—（預定）
- 數量：88輛
- 最高營運速度：130 km/h
- UIC軸式：Co'Co'（大英國協軸式Co-Co）
- 轉向架製造商：澳洲UGL Rail
- 牽引力：280 kN
- 全長：20,770 mm
- 全寬：2,759 mm
- 機車配置：高雄機務段、七堵機務段

### E1000型
推拉式自強號專用牽引機車頭；以兩輛一組分別在列車頭尾一推一拉營運。
- 製造商：南非聯邦鐵路客貨車公司（UCW）
- 電機系統：英國奇異-阿爾斯通（GEC ALSTHOM）
- 出廠年：1996～1997年
- 數量：64輛、32組（E1001～E1064）
- 最高營運速度：130 km/h
- 設計最高速度：160 km/h
- UIC軸式分類：Bo'Bo'
- 轉向架製造商：德國克勞斯-瑪菲·威格曼
- 牽引力：16,735kgw（單機）
- 全長：17211mm
- 全高：4265mm
- 全寬：2885mm
- E1001～1004、1006～1008、1010～1014、1016～1023、1025、1027～1032、1048～E1049配置於高雄機務段；E1033～1045、1047、1050～1052、1055～1059、1061～1064配置於七堵機務段。

## 報廢車輛

### E100型

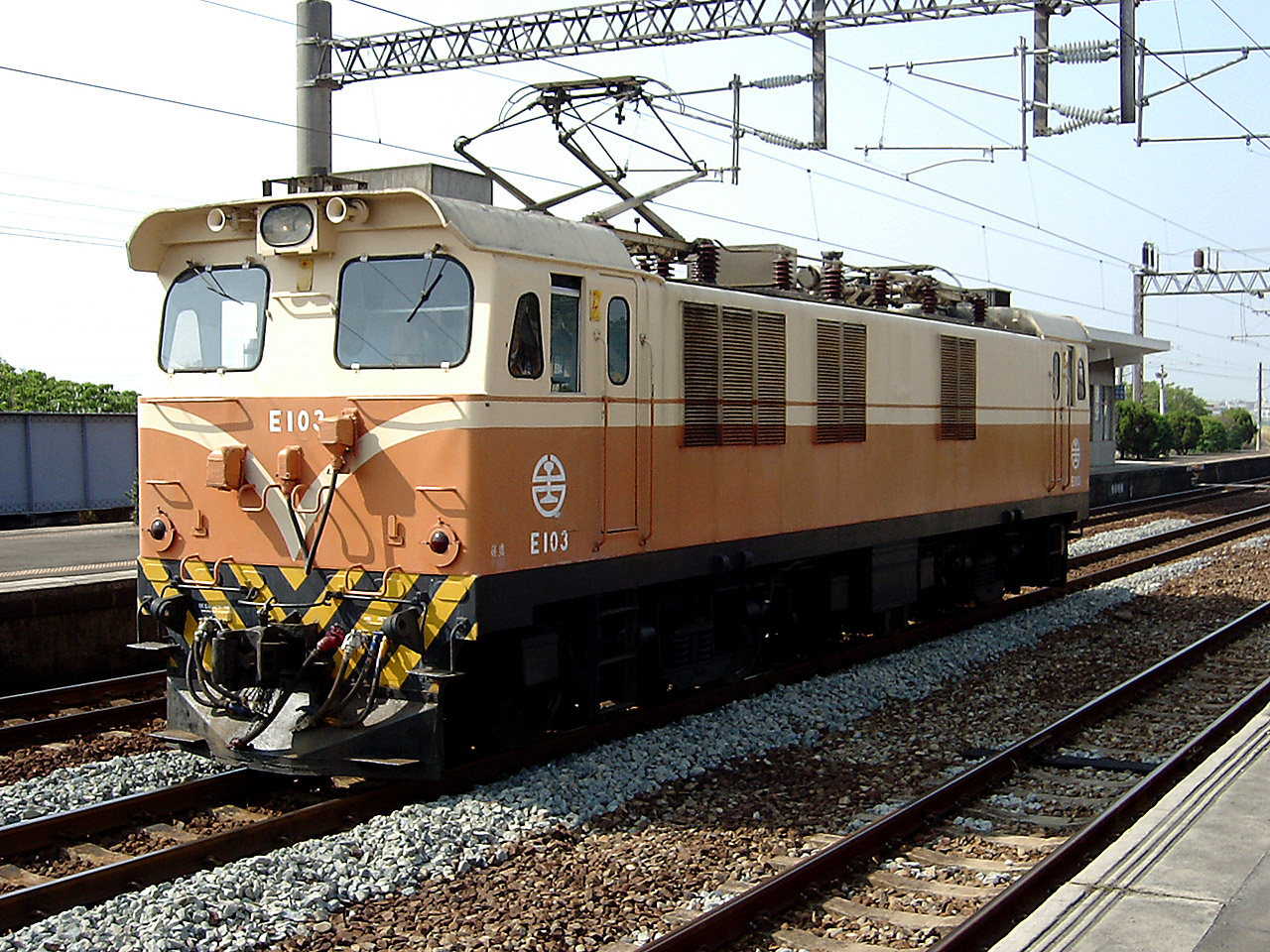
已報廢的E103號電力機車

- E105、E106、E114號：E105因台鐵局員工無照駕駛撞擊其他車輛報廢，E106則為司機員運轉失當因而報廢，E114報廢原因不明。E105、E106與E114皆存置於台灣鐵路管理局台北機械場。
- E113：1996年3月30日在斗南發生火警事故，事後報廢解體。
- E103、E107、E110-E112、E115、E117-E120號：已報廢，2007年11月解體。
- E102、E104、E108、E109、E116號：報廢解體，並已完成標售。

### E200型

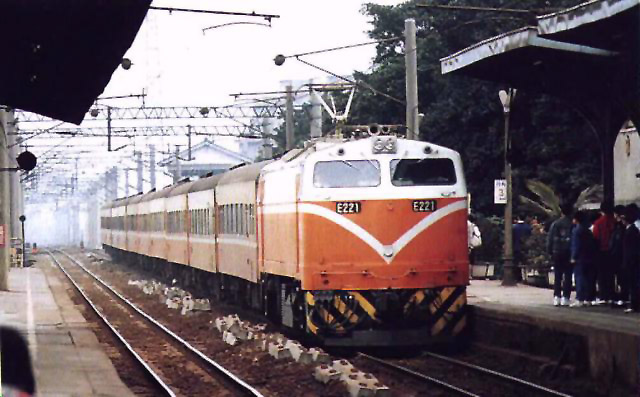
已報廢的E221號電力機車

- E221：1990年4月24日牽引30次莒光號於凌晨3:50途經臺中線西坑尾隧道南口（目前已廢棄停用），因連日豪雨沖刷，導致土石滑落掩埋該處軌道，造成列車出軌後撞擊隧道口，導致駕駛室兩名司機殉職，事故後經評估無法修復而報廢。
- E238：2025年4月3日於花蓮調度時出軌，經檢修後發現無法修復而報廢。

- E203、E210、E211、E223、E225、E226、E232、E237、E238、E239：缺料停用、報廢

### E300型
- E306、E308、E309、E310、E313、E314、E319、E320、E321、E324、E325、E327、E330、E332、E335、E336、E338：缺料停用、報廢。

### E400型

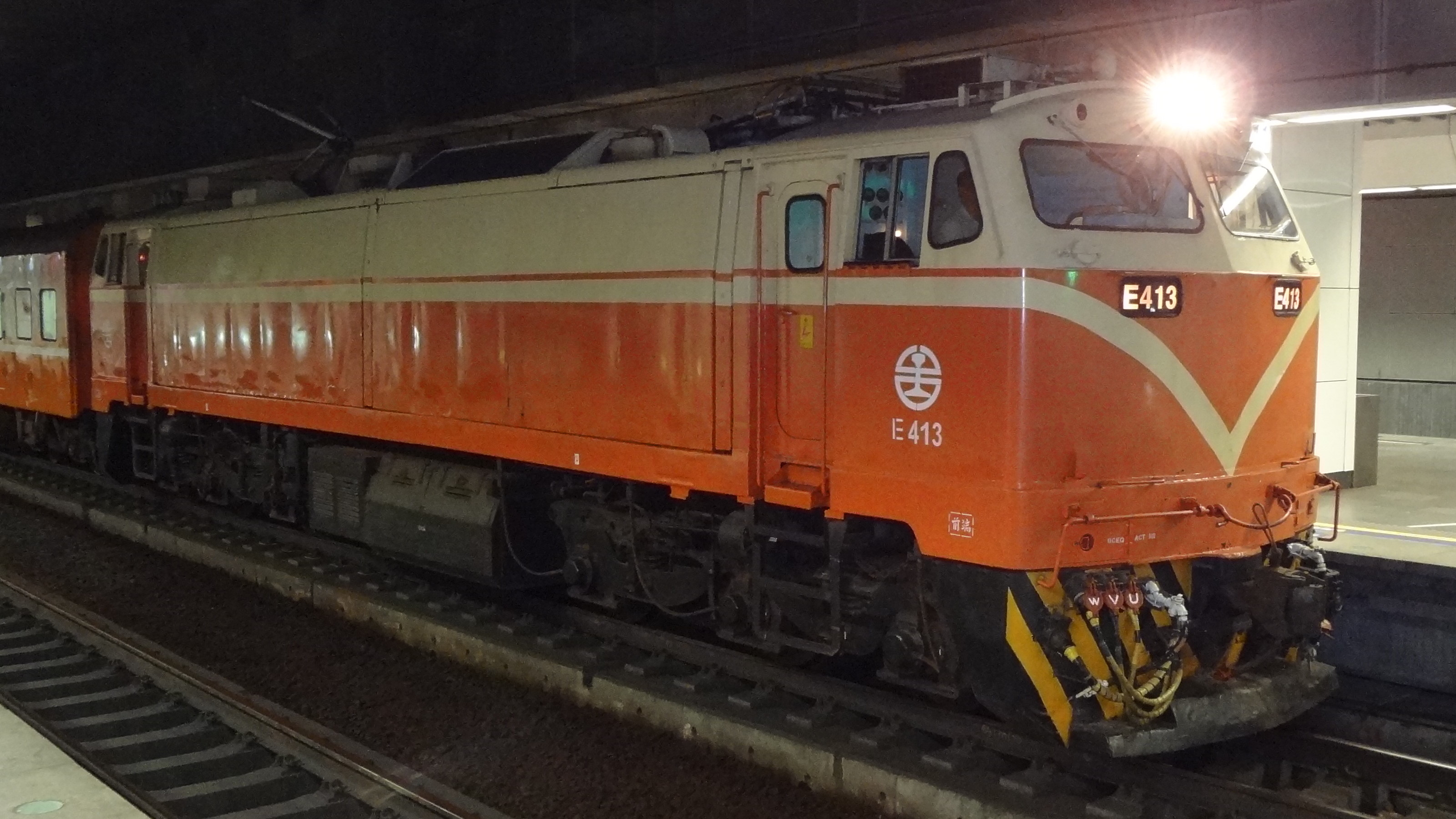
事故報廢的E413號電力機車

- E413：因2020年3月31日於七堵調車場發生事故，受損嚴重不堪修復，已於2020年11月報廢除籍。
- E402、E408、E412、E417：缺料停用、報廢

### E1000型

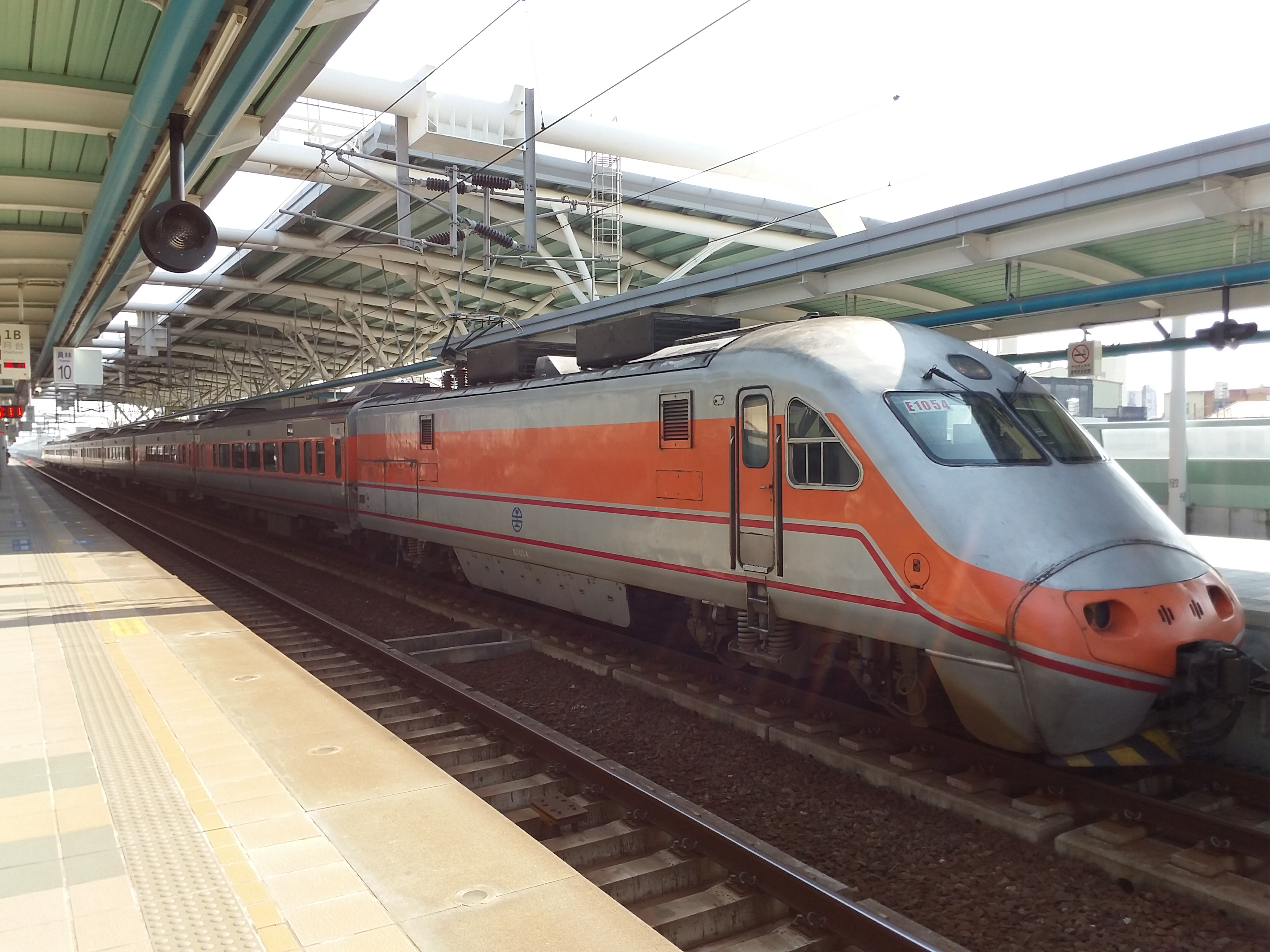
最先報廢的E1054

- E1054：主變壓器缺料無法修復，已於2021年7月報廢除籍。
- E1026：主變壓器缺料無法修復，已於2022年1月報廢除籍。
- E1005：主變壓器缺料無法修復，目前停用待除籍
- E1015：主變壓器缺料無法修復，目前停用待除籍
- E1009：主變壓器缺料無法修復，目前停用待除籍
- E1024：主變壓器缺料無法修復，目前停用待除籍
- E1046：主變壓器缺料無法修復，目前停用待除籍
- E1053：主變壓器缺料無法修復，目前停用待除籍

## 圖片集

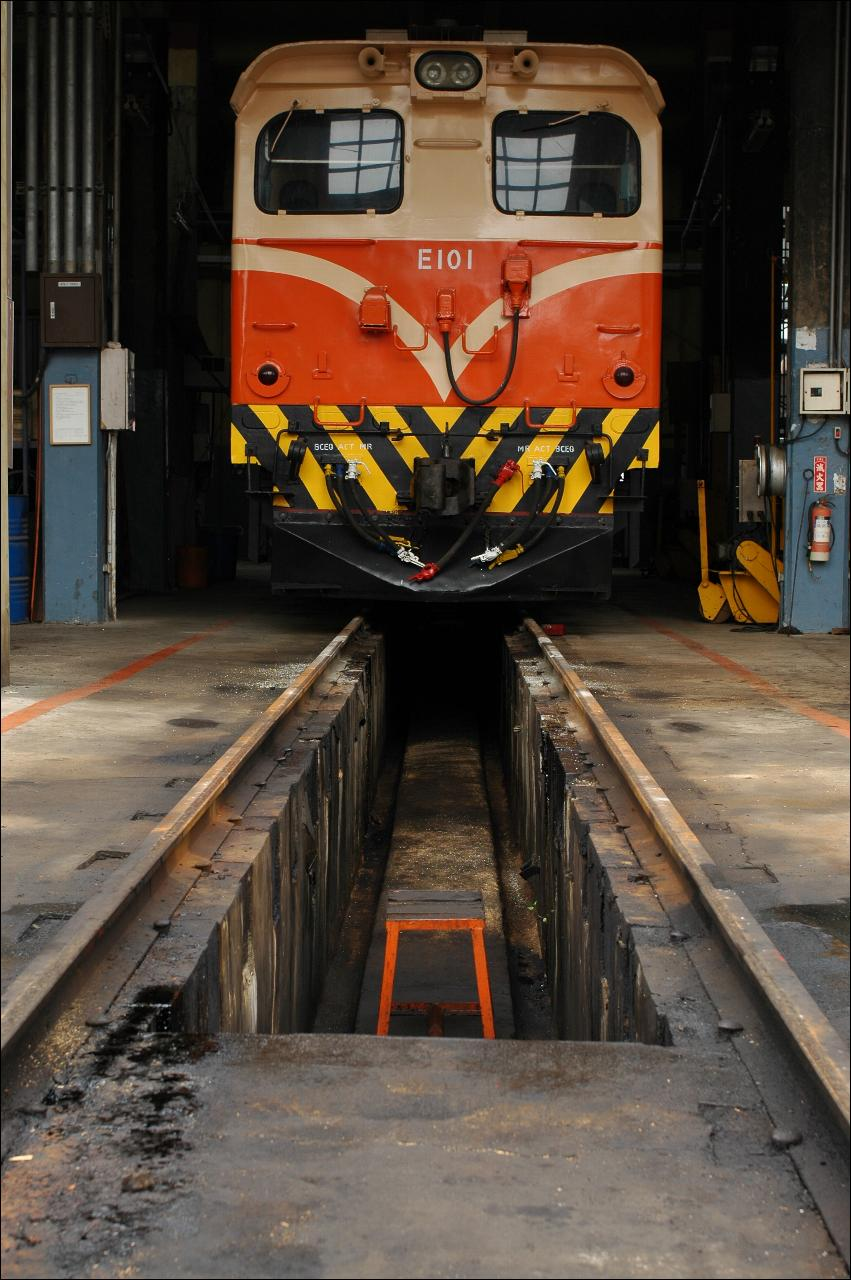
E100型電力機車（E101號）
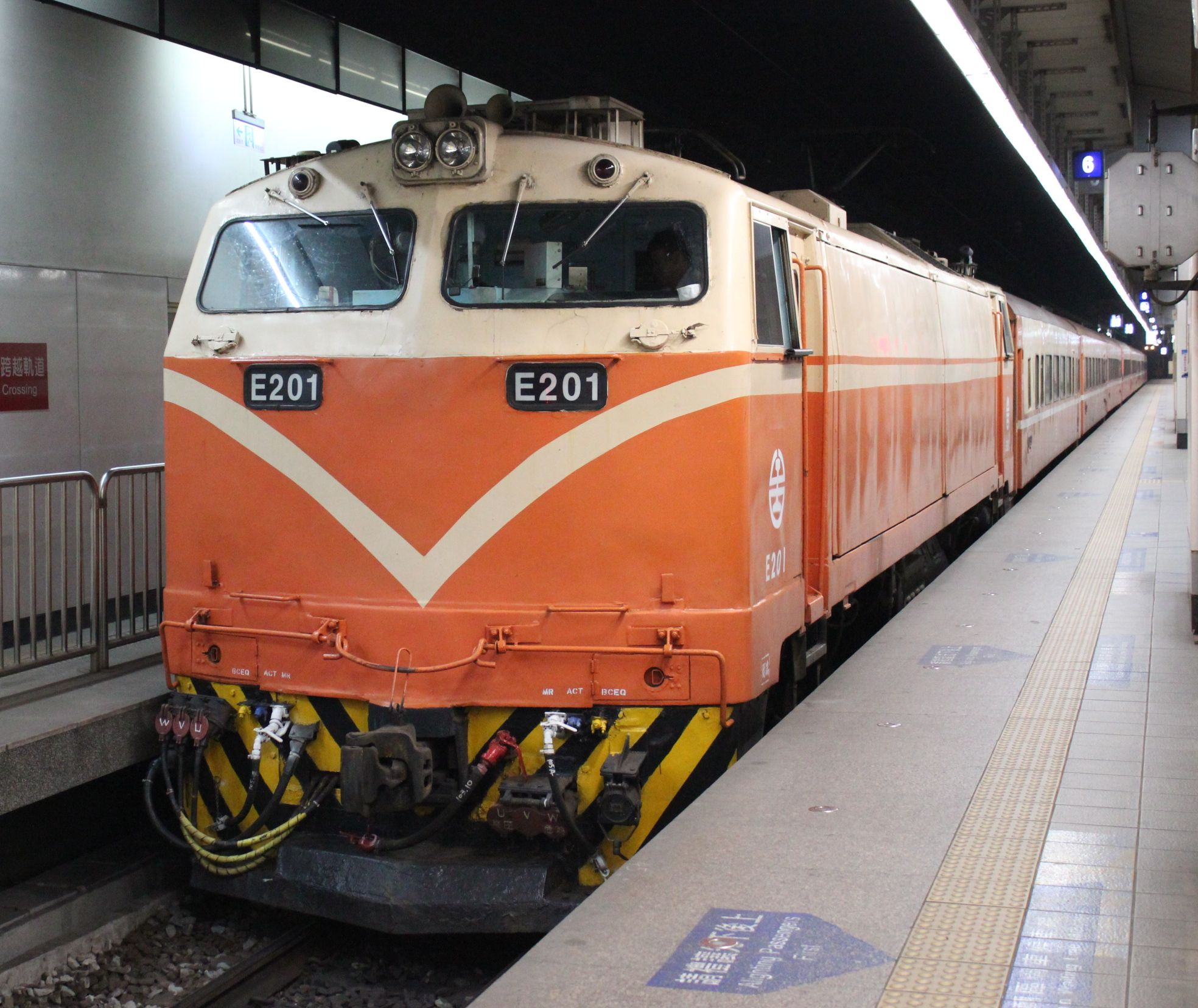
E200型電力機車（E201號）
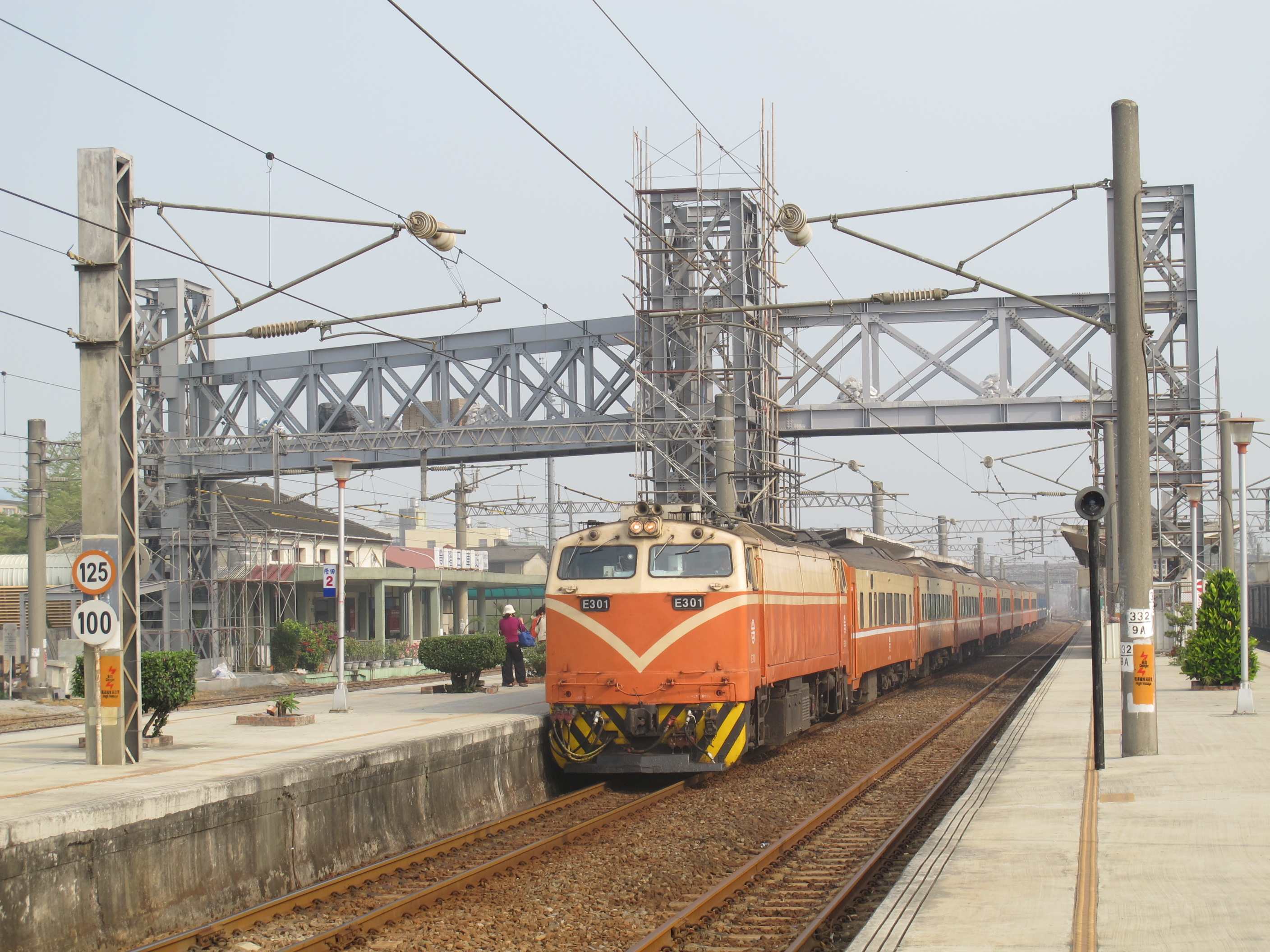
E300型電力機車（E301號）
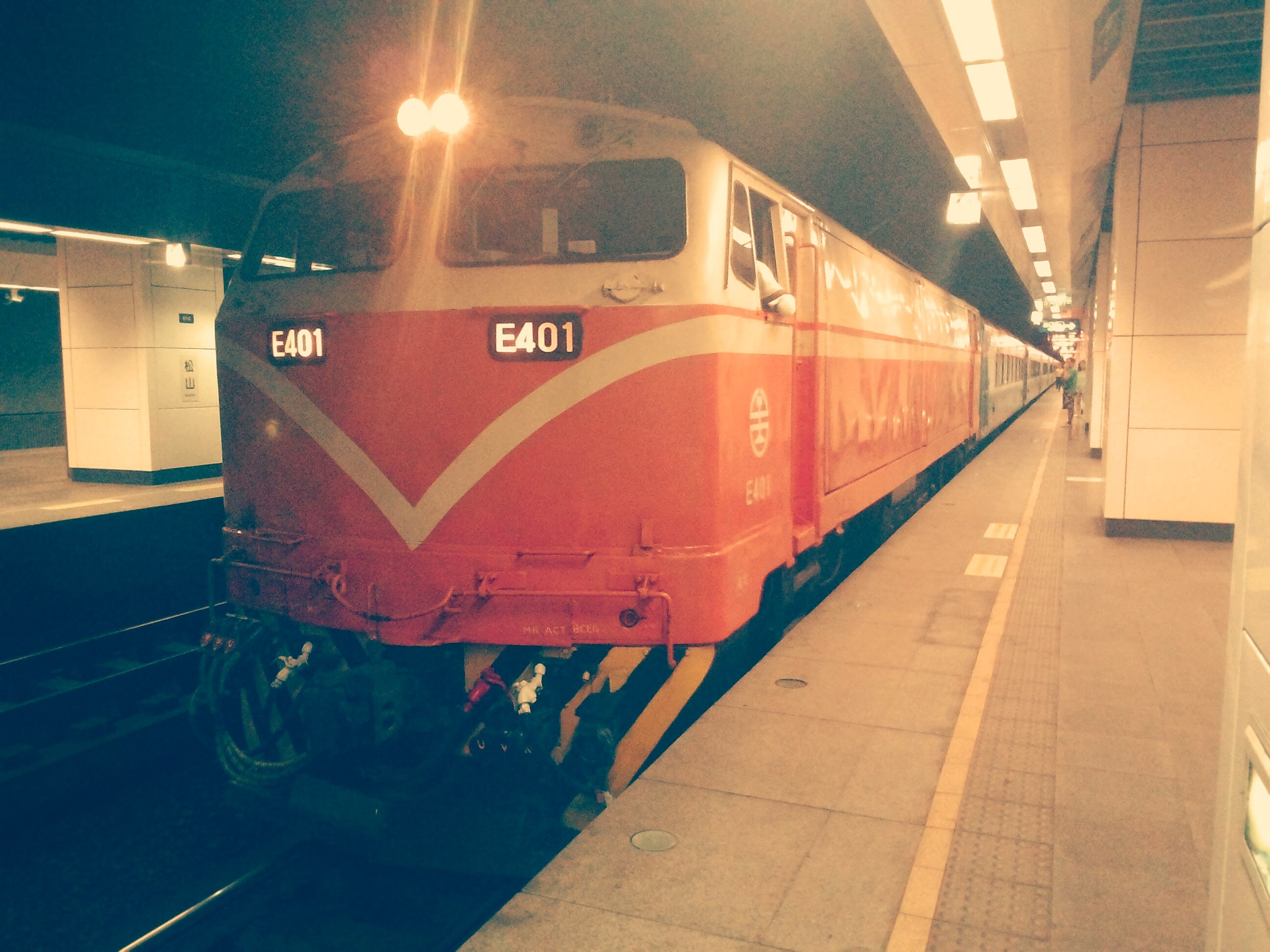
E400型電力機車（E401號）
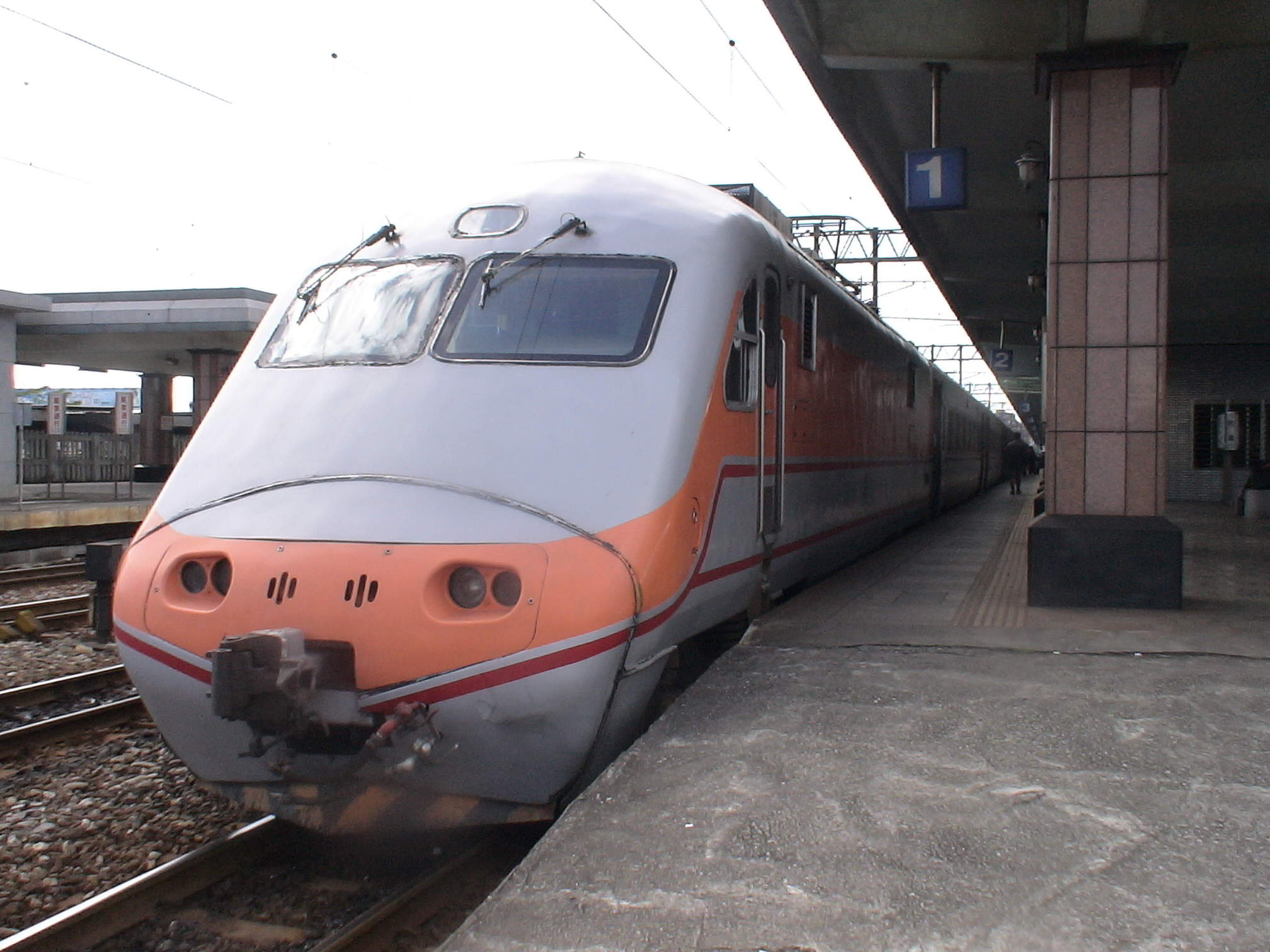
E1000型電力機車（E1001號）